# Sarcopenie
Sarcopenie is de vorm van spieratrofie die toegeschreven wordt aan veroudering en immobiliteit.

## Etymologie
De term sarcopenie [ˌsɑrkopeˈni] is geconstrueerd van het Oudgriekse σάρξ (sarx) en πενία (penia) dat "vlees" respectievelijk "verarming" of "armoede" betekent. De term werd in 1988 geopperd door de Amerikaanse arts en hoogleraar Irwin Rosenberg in de Engelstalige 'potjeslatijn-term' sarcopenia.

## Proces
Sarcopenie is de (natuurlijke) afname van spiermassa, specifieker de skeletspieren, met als bijkomend gevolg de afname van de spierkracht, en komt mettertijd óók voor bij 'gezonde' bejaarden. Het behoort daarmee in de gezondheidszorg en geneeskunde met name tot het medisch specialisme van geriatrie. De met ouderdom gepaard gaande sarcopenie is grotendeels tot volledig irreversibel.